# Hyloxalus alessandroi
Hyloxalus alessandroi es una especie de anfibio anuro de la familia Aromobatidae. Se puede encontrar junto a ríos y arroyos en bosques montanos y nublados primarios. Se encuentra amenazada de extinción debido a la pérdida de su hábitat natural en su reducida área de distribución y a la quitridiomicosis.
Esta especie es endémica de Perú. Habita en Kosñipata en la provincia de Paucartambo en la región de Cuzco y San Gabán en la provincia de Carabaya en la región de Puno entre los 820 y 1480 m sobre el nivel del mar.
Esta especie debe su nombre alessandroi en honor al herpetólogo Alessandro Catenazzi.

## Publicación original
- Grant & Rodriguez, 2001 : Two new species of frogs of the genus Colostethus (Dendrobatidae) from Peru and a redescription of C. trilineatus (Boulenger, 1883). American Museum Novitates, n.º 3355, p. 1-24[2]